# Tomtaholm
Tomtaholm är ett säteri i Söderköpings kommun (Drothems socken), Östergötlands län.

## Historik
Tomtaholm säteri ligger vid sjön Vispolen i Drothems socken, Hammarkinds härad. Köptes under 1600-talet av borgmästaren Olof Bures (1578–1655) arvingar. Ägdes 1683 och 1687 av landshövdingen, friherre Gustaf Adolf von der Osten, omkring 1760 av hans dotterdotters son, kapten Karl Gustaf Gyllencreutz (död 1775), 1783 av friherre Alexander Funck, 1825 och 1832 av notarien, friherre Gustaf Johan Funck (1775–1852), därefter av friherre Fredrik Alexander Funck till Bolltorp samt efter hans död 1874 av hans arvingar.